# Кизилкумський заповідник
Кизилку́мський заповідник — заповідник в Бухарській та Хорезмській областях Узбекистану, в заплаві річки Амудар'ї. Розташований за 108 км від міста Ґазлі та за 300 км від Бухари. Площа 5721 га (з них 1467 га в Ромтанському районі, 4254 га в Хазараспському районі). Простягається з північного заходу на південний схід на 30 км і зі сходу на захід 3 км.
Заповідник заснований у 1971 році для збереження природних комплексів тугайських лісів, а також вивчення екології бухарського оленя, джейрана, фазана та інших тварин. Складається з двох ділянок: Острів і Тиксуат.

## Опис
Територія заповідника відноситься до азійської зони пустель, і в регіональному відношенні до Приаральськокаспійського лісорослинного округу, що входить до Туранської (Туркестанські провінції). 70% Кизилкумського заповідника розташовані в заплаві річки Амудар'ї. Інша площа відноситься до пустельно-піщаної лісорослинної зони. Рельєф території заповідника рівний і має в загальному невеликий нахил на північний захід. Піщана зона представлена в основному дрібнобугристими пісками. Висота пагорбів 1—3 м. Досить часто пагорби змінюються рівними глинистими ділянками-такирами. Площа заповідника зайнята лісовою рослинністю становить 50% або 2 662 га.
Клімат в пустельній зоні відрізняється великою сухістю повітря, різкими коливаннями температури і малою кількістю опадів, високими літніми температурами 38—44°C, а взимку порівняно низькими температурами -21°C. Панують північні вітри 2—7 м/с, починаючи з квітня до грудня. Низька вологість повітря.
Річка Амудар'я — головна водна магістраль і основне вододжерело для всієї Туранської рівнини. Водотік становить 2 500 м³/с.

## Флора і фауна

### Флора
В результаті обстеження заповідника був виявлений склад рослинності з 34 родин, 76 родів і 93 видів.
Ландшафти заповідника представлені тугайними (заплавними) лісами, чагарниковими та тростинними заростями, заплавними луками, ділянкою пустелі, відрізком русла річки Амудар'ї, частково пересихаючими протоками, обривами верхньої тераси. Рослинність представлена такими видами, як саксаул, черкез, тополя, верба, лох,  очерет, рогіз, солодка, кендирь, еріантус, імперата, ажрек, янтак і багато інших. Усього поки визначено близько 200 видів.

### Фауна
У заповіднику зустрічається до 35 видів ссавців, більш 200 видів птахів, декілька видів плазунів. У водоймах мешкає понад 20 видів риб. До основних видів заповідної фауни належать бухарський олень, джейран, вепр, лисиця, шакал, борсук, перегузня, очеретяний кіт, хівинський фазан, рябки, голуби, кулики, чаплі, качки, агами, круглоголовки, варан, полози, гюрза і багато інших видів .
Велика роль заповідника в справі відновлення чисельності бухарського оленя. В 1972 році чисельність цих тварин на заповіданій території не перевищувала 10—12 особин, а до 1985 року вона досягає 100 голів.